# Académica do Sal
Der Associação Académica do Sal (kurz Académica do Sal) ist ein kapverdischer Fußballverein aus der Stadt Espargos auf der Insel Sal. Die Profi-Fußballmannschaft des Académico Sal trägt ihre Heimspiele im städtischen Estádio Marcelo Leitão aus. Das Stadion hat einen Kunstrasenplatz und fasst 8.000 Zuschauer.

## Geschichte
Der Verein wurde am 3. August 1963 als Filialverein des portugiesischen Klubs Académica de Coimbra gegründet, in Espargos.

## Erfolge
- Kap-Verdischer Meister: 1993
- Sal-Meister: 1983/84, 1992/93, 1993/94, 1995/96, 2000/01, 2004/05
- Sal-Pokal: 2004/2005?, 2007, 2008, 2011
- Sal-Offening: 2001/02, 2007/08

## Académica Sal in den afrikanischen Wettbewerben
| Saison | Wettbewerb                     | Runde    |
| ------ | ------------------------------ | -------- |
| 1994   | African Cup of Champions Clubs | Vorrunde |

## Trainerchronik
| Trainer       | Nationalität | Amtszeit  |
| ------------- | ------------ | --------- |
| Lúcio Antunes | Kap Verde    | 2009–2010 |

## Weblink
- Académica do Sal at Facebook